# トノサマダイ
トノサマダイ（殿様鯛、学名：Chaetodon speculum）は、スズキ目チョウチョウウオ科に分類される魚類の一種。種小名と英名は「鏡」を意味し、本種の鮮やかな体色か、黒い斑紋を指していると思われる。

## 形態
- 全長18cm[2]。
- 黄色い体側に黒い斑紋がある[3]。

よく似た種

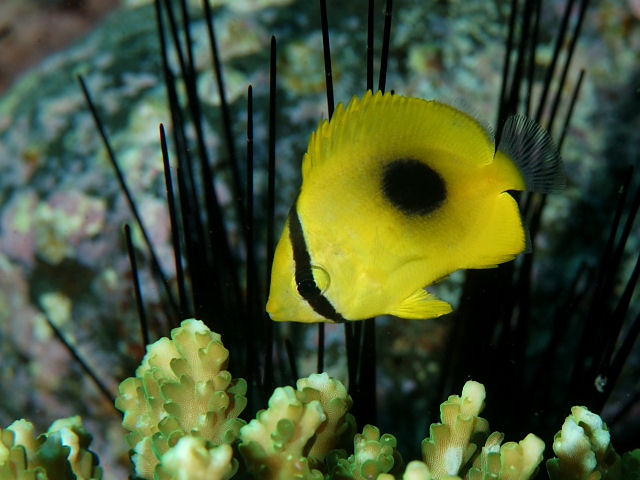
幼魚

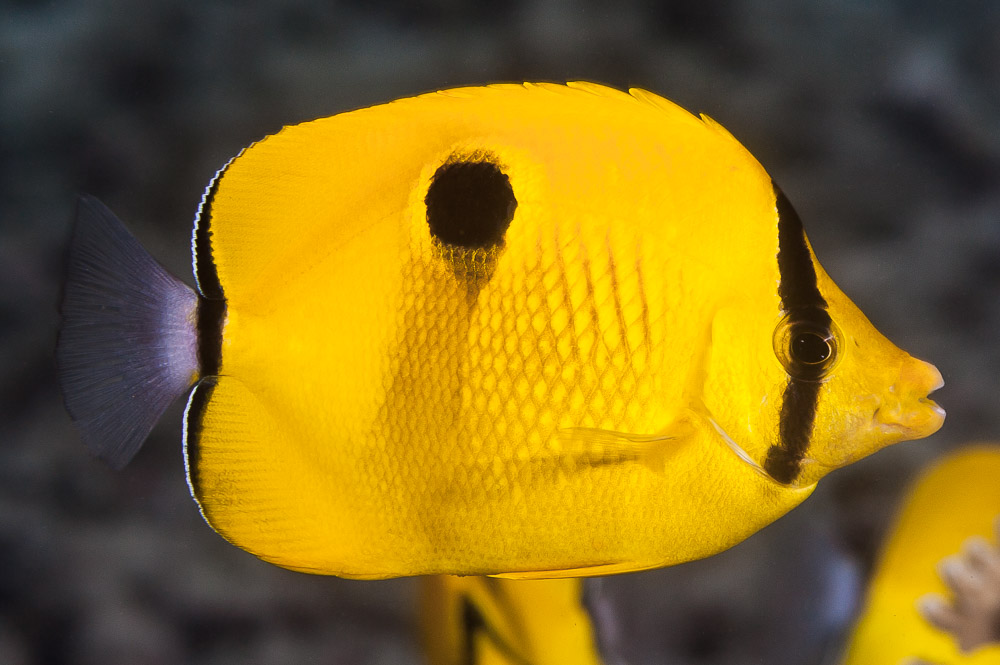
インドイッテンチョウチョウウオ

本種はインドイッテンチョウチョウウオと似ている。
外見上酷似するが、
- 本種の黒い斑紋は滲んでいる[2]。
- 本種は背鰭、尾鰭基部、臀鰭の縁が黒くならない[2]。
- 尾鰭が、本種は黄色で、インドイッテンは透明[4]。

といった相違点がある。また、本種は西部太平洋と東部インド洋に分布するのに対し、インドイッテンチョウチョウウオはインド洋のスリランカから東アフリカにかけて分布し、本種とは分布域がオーバーラップしない。

## 生態
雑食で、サンゴのポリプ、底性の小動物、藻類などを食べる。
水深3-30mのサンゴ礁に単独かペアで生息している。警戒心が強い。

## 分布
西部太平洋、東部インド洋。どこも数は少ない。

## 人とのかかわり
観賞魚。餌付けが難しい。